# Deppea rubrinervis
Deppea rubrinervis är en måreväxtart som beskrevs av Attila L. Borhidi. Deppea rubrinervis ingår i släktet Deppea och familjen måreväxter. Inga underarter finns listade i Catalogue of Life.